# Ракшина Ірина Семенівна
Ірина Семенівна Ракшина (* 3 травня 1962, Петропавловськ-Камчатський, Російська РФСР) — російська акторка кіно і театру, Заслужена артистка Російської Федерації, дружина гумориста Юрія Гальцева.

## Біографія
Ірина Ракшина народилася 3 травня 1962 року в Петропавловську-Камчатському.
В 4-и роки Іра Ракшина втратила матір, вона тоді не розуміла, що сталося.
Батько віддав її та сестру до цілодобового садочка, де вона жила з понеділка по п'ятницю, там були театралізовані танці, діти співали та грали у виставах, молодша сестра ходила в ясла.
Іра взяла на себе прання і готування, старша подруга навчила її смажити картоплю з тушонкою. Батько пив та хворів.
У школі вона була круглою відмінницею, ходила на легку атлетику, грала на акордеоні. У 12 років її відправили в «Артек». А коли вона повернулася з табору, то дізналася, що батька вже поховали, в 12 років вона залишилася з молодшою сестрою круглою сиротою.
Її з сестрою хотіли відправити до інтернату, але сусідка, у якої було двоє синів, оформила опіку над дівчатами. Після 8-го класу Ірина Ракшина вступила до швейного ПТУ, за наполяганням прийомної матері.
Але мрія їй не давала спокою і вона поїхала до Москви, хотіла вступити до ВДІКУ, але, відразу з'ясувалося, що в цьому виші вступна кампанія вже старувата. Ірина влаштувалася прибиральницею в туристичному комплексі, займалася в театральній студії, жила в гуртожитку, ходила на всі московські прем'єри.
Наступного року подала документи до усіх театральних вишів Москви. У МХАТі, за конкурсом вона не пройшла, але їй пообіцяла Алла Покровська взяти її після першого семестру. Хтось з абітурієнтів їй підказав, що в Ленінграді теж вчать на акторів, здавала іспити паралельно в Ленінграді та Москві.
У ЛДІТМіКі вступила до Ігоря Владимирова. У театрі імені Ленсовєта вона вчилася, і дивилася вистави, і ночувала. З другого курсу у неї були малі ролі зі словами.
Закінчила ЛГІТМіК в 1986 році, після інституту Владимиров залишив її в театрі і дав роль Іскри Полякової у виставі «Завтра була війна». Ігор Петрович Владимиров допоміг їй отримати своє житло.

## Родина
- Чоловік з 1986 року[2] — Юрій Гальцев, гуморист

З чоловіком познайомилися в будівельному загоні в Казахстані, Юрій Гальцев вночі співав пісні під гітару біля багаття, розповідав анекдоти. Коли вони одружилися, то спочатку жили в гуртожитку, потім знімали кімнату в комуналці, працювали двірниками.
- Дочка — Марія Юріївна Гальцева (нар.. 20 лютого 1992)[2]

## Акторські роботи

### В кіно
- 1987 — Джек Восьмьоркін — «американець» — Катя Восьмеркіна
- 1987 — Садівник — Райка
- 1988 — Презумпція невинності — Лідія Семенівна, провідниця
- 1988 — Ви чиє, старичье — Віра
- 1989 — Бродячий автобус — реквізиторка Ларочка
- 1989 — Відвідувач музею
- 1990 — Сон діви
- 1991 — Австрійське поле
- 1997 — Брат — Зінька
- 1998 — Про виродків і людей — тітка Лізи
- 1998 — Гірко!
- 1999 — Прощай, Павло
- 2000 — Вулиці розбитих ліхтарів 3 (серіал) — продавчиня
- 2001 — Чорний Ворон (серіал) — Надія Полікарпова
- 2001 — Ніро Вульф і Арчі Гудвін — фільм 2-й «Поки я не помер» — Полі Зарелла
- 2002 — Російські страшилки (серіал)
- 2002 — Агентство НЛС 2 (серіал) Мама Даші
- 2003 — Останній поїзд
- 2004 — Обережно, Задов! або Пригоди прапорщика (серіал) — Віра
- 2004 — Вулиці розбитих ліхтарів 6 (серіал) — слідча Абузярова
- 2005 — Майстер і Маргарита — кондукторка у трамваї
- 2005 — Лопухи
- 2005 — Ріелтор (серіал) — Любка
- 2005 — ті, що Втратили сонце (серіал) — Колобков
- 2005 — Гвинтові сходи (серіал)
- 2007 — Вантаж 200 — алкашка
- 2008 — Паперовий солдат — мати Дані
- 2008 — Морфій — Аксінья
- 2014 — Професіонал — Тамара Іванівна
- 2018 — Іванови-Іванови — Зоя Миронівна, кохана Віктора Олексійовича

### У театрі імені Ленсовєта
- «Завтра була війна» — Іскра Полякова
- Смерть комівояжера — Лінда, дружина комівояжера
- На всякого мудреця досить простоти — Глафіра Климівна Глумова

## Нагороди та призи
- 2007 — премія «Золотий софіт»
- 2010 — Заслужена артистка Російської Федерації